# Helictochloa hookeri
Helictochloa hookeri — вид рослин родини тонконогові (Poaceae), поширений у Європі.

## Опис
Багаторічник. Стебла прямовисні, 30–40 см завдовжки. Язичок 1–3 мм завдовжки. Листові пластинки плоскі чи здвоєні, 2–4 мм ушир. Суцвіття — лінійна чи ланцетна волоть, 5–10 см завдовжки. Колосочки складаються з 4–6 плідних квіточок, довгасті, стиснуті збоку, 15 мм завдовжки. Колоскові луски схожі, еліптичні, 1-кілеві, з гострою верхівкою; нижня — 12 мм завдовжки, 3-жилкова, верхня — 14 мм завдовжки, 5-жилкова. Родюча лема еліптична, 10–13 мм завдовжки, без кіля, 5–7-жилкова, вершина зубчаста, остиста. Зернівка волосиста на верхівці.

## Поширення
Поширений у східній Європі (Україна, Росія), Азії (Азербайджан, Росія, Казахстан, Киргизстан, Таджикистан, Монголія, Китай), Північній Америці (Канада, США).
В Україні вид росте на луках, кам'янистих схилах, лісових галявинах, переважно у лісовому, субальпійському та альпійському поясах — у Карпатах (пд.-сх. ч.), часто; у західних лісових районах та західному Лісостепу, зрідка; відоме ізольоване місце знаходження в околицях Кропивницького.